# Natrofarmacosiderita
La natrofarmacosiderita és un mineral de la classe dels fosfats, que pertany al grup de la farmacosiderita. El nom reflecteix el seu contingut en sodi i la seva relació amb la farmacosiderita.

## Característiques
La natrofarmacosiderita és un arsenat de fórmula química (Na,K)Fe₄3+(AsO₄)₃(OH)₄·6-7H₂O. Va ser aprovada com a espècie vàlida per l'Associació Mineralògica Internacional l'any 1983. Cristal·litza en el sistema isomètric. La seva duresa a l'escala de Mohs és 3.
Segons la classificació de Nickel-Strunz, la natrofarmacosiderita pertany a «08.DK - Fosfats, etc, amb cations de mida mitjana i gran, (OH, etc.):RO₄ > 1:1 i < 2:1» juntament amb els següents minerals: richelsdorfita, bariofarmacosiderita, farmacosiderita, hidroniofarmacosiderita, farmacoalumita, natrofarmacoalumita, bariofarmacoalumita, burangaïta, dufrenita, natrodufrenita, matioliïta, gayita, kidwel·lita, bleasdaleïta, matulaïta i krasnovita.

## Formació i jaciments
Va ser descoberta a la zona oxidada de Marda, al mont Jackson Goldfield, dins Yilgarn Shire (Austràlia Occidental, Austràlia). També ha estat descrita en altres indrets del país, així com a Xile, Grècia, Espanya, Itàlia, Anglaterra, Sud-àfrica i els Estats Units.